# Cecidomyia fuscipennis
Cecidomyia fuscipennis är en tvåvingeart som först beskrevs av Johann Wilhelm Meigen 1818.  Cecidomyia fuscipennis ingår i släktet Cecidomyia och familjen gallmyggor.
Artens utbredningsområde är Tyskland. Inga underarter finns listade i Catalogue of Life.